# Hrabina Władimow
Hrabina Władimow (Knight Without Armour) – brytyjski dramat filmowy z 1937 roku.

## O filmie
Film wyreżyserował Jacques Feyder, a wyprodukował Alexander Korda. Główne role zagrali w nim Marlena Dietrich i Robert Donat. Akcja filmu rozgrywa się na tle rewolucji październikowej w Rosji. Hrabina Władimow była wówczas najdroższym i największym przedsięwzięciem filmowym Alexandra Kordy. Obraz nie spotkał się jednak z sukcesem kasowym.

## Obsada
- Marlene Dietrich - Alexandra Adraxine (Vladinoff)
- Robert Donat - A. J. Fothergill
- Irene Vanbrugh - księżna
- Herbert Lomas - generał Gregor Vladinoff
- Austin Trevor - pułkownik Adraxine
- Basil Gill - Axelstein
- David Tree - Maronin
- John Clements - Poushkoff
- Frederick Culley - Stanfield
- Laurence Hanray - pułkownik Forester
- Dorice Fordred - służąca
- Franklin Kelsey - Tomsky
- Laurence Baskcomb - komisarz
- Hay Petrie
- Miles Malleson